# Umm al-Fahm
Umm al-Fahm (arabsky أمّ الفحم‎, hebrejsky אֻם אל-פַחְם‎, v oficiálním přepisu do angličtiny Umm al-Fahm) je město v Izraeli, v Haifském distriktu.

## Geografie
Leží v nadmořské výšce 380 m v kopcovité krajině na pomezí pahorkatiny Ramat Menaše a regionu Vádí Ara, přibližně 35 km jihovýchodně od centra Haify a 60 km severovýchodně od centra Tel Avivu. Převážná část města je situována ve výrazně zvlněném terénu, který na východním okraji obce vybíhá do hory Har Alexander (527 m n. m.). Plochu města člení četná, hluboce zaříznutá vádí, zejména Nachal Iron (známé též jako Vádí Ara) a Nachal Sapir. K severovýchodu vede vádí Nachal Milcham. Na severozápadním okraji města se zvedá prudkým terénním stupněm okraj vysočiny Ramat Menaše.
Umm al-Fahm se nachází v hustě osídlené krajině s částečně dochovanými oblastmi zemědělsky využívané půdy. Město obývají izraelští Arabové, kteří etnicky dominují i v jeho okolí, kde s výjimkou menšího mošavu Mej Ami nejsou žádná židovská sídla.
Umm al-Fahm leží na dotyku se zelenou linií, která odděluje Izrael od okupovaného Západního břehu Jordánu. Na dopravní síť je napojen pomocí Dálnice číslo 65, která prochází údolím Vádí Ara a spojuje Izraelskou pobřežní planinu s Jizre'elským údolím.

## Dějiny a demografie
Umm al-Fahm vznikl ve středověku ve 13. nebo 14. století. Jméno patrně odkazuje na místní produkci dřevěného uhlí. V první polovině 20. století už čítal několik tisíc obyvatel. Ve 30. letech 20. století byla obec jednou z opor arabského povstání v Palestině.
Během první arabsko-izraelské války bylo město kontrolováno arabskými silami, ale v roce 1949 bylo na základě dohod o příměří zahrnuto na izraelskou stranu zelené linie, přičemž ovšem nebylo vysídleno a zachovalo si svůj arabský ráz. Díky silnému populačnímu růstu se postupně stalo jednou z nejlidnatějších arabských obcí v Izraeli. Roku 1960 získal status místní rady (malého města) a roku 1985 byl povýšen na město. Umm al-Fahm je jedním z center Islámského hnutí v Izraeli.

## Demografie
Umm al-Fahm je město s ryze arabskou populací. V roce 2005 tvořili 99,9 % obyvatelstva arabští muslimové. Umm al-Fahm je dnes větší sídlo městského typu s dlouhodobě rostoucí populací. K 31. prosinci 2017 zde žilo 54 200 lidí.
| Rok  | Obyvatelé |
| ---- | --------- |
| 1870 | 1 800     |
| 1922 | 2 191     |
| 1931 | 2 443     |
| 1950 | 4 400     |
| 1951 | 5 400     |
| 1952 | 5 600     |
| 1953 | 5 800     |
| 1954 | 5 950     |
| 1955 | 6 150     |
| 1956 | 6 350     |
| 1957 | 6 600     |
| 1958 | 6 850     |
| 1959 | 7 150     |
| 1960 | 7 450     |
| 1961 | 7 700     |
| 1962 | 8 100     |
| 1963 | 8 600     |
| 1964 | 9 100     |
| 1965 | 9 500     |
| 1966 | 10 000    |
| 1967 | 10 500    |
| 1968 | 11 000    |
| 1969 | 11 500    |
| 1970 | 12 000    |
| 1971 | 12 700    |
| 1972 | 13 300    |
| 1973 | 14 500    |
| 1974 | 15 100    |
| 1975 | 15 800    |
| 1976 | 16 500    |
| 1977 | 17 200    |
| 1978 | 18 000    |
| 1979 | 18 600    |
| 1980 | 19 300    |
| 1981 | 19 900    |
| 1982 | 20 600    |
| 1983 | 20 100    |
| 1984 | 21 300    |
| 1985 | 22 000    |
| 1986 | 22 500    |
| 1987 | 23 100    |
| 1988 | 23 800    |
| 1989 | 24 600    |
| 1990 | 25 400    |
| 1991 | 26 200    |
| 1992 | 27 100    |
| 1993 | 28 100    |
| 1994 | 29 200    |
| 1995 | 29 624    |
| 1996 | 30 661    |
| 1997 | 32 038    |
| 1998 | 33 215    |
| 1999 | 34 300    |
| 2000 | 35 623    |
| 2001 | 36 758    |
| 2002 | 38 000    |
| 2003 | 39 000    |
| 2004 | 40 000    |
| 2005 | 41 100    |
| 2006 | 42 200    |
| 2007 | 43 300    |
| 2008 | 45 000    |
| 2009 | 46 100    |
| 2010 | 47 400    |
| 2011 | 48 500    |
| 2012 | 49 500    |
| 2013 | 50 600    |
| 2014 | 51 400    |
| 2015 | 52 500    |
| 2016 | 53 300    |
| 2017 | 54 200    |
| 2018 | 55 200    |
| 2019 | 55 300    |